# Augustine Ahinful
Augustine Ahinful (30 de novembro de 1974) é um ex-futebolista profissional ganês que atuava como atacante.

## Carreira
Augustine Ahinful representou a Seleção Ganesa de Futebol nas Olimpíadas de 1996.